# Staroje Szajgowo
Staroje Szajgowo (ros. Старое Шайгово, moksza Сире Шяйгав) – wieś (ros. село, trb. sieło) w środkowej Rosji, wiejskie centrum administracyjne Rejonu staroszajgowskiego w Republice Mordowii.
Wieś położona jest na prawym brzegu rzeki Siwiń. W 2010 r. miejscowość liczyła sobie 5185 mieszkańców.